# 그린 룸
《그린 룸》(영어: Green Room)은 2015년 제작된 미국의 공포 스릴러 영화이다. 제러미 솔니에가 감독과 각본을 맡았다.

## 줄거리
팻, 샘, 리스, 타이거는 펑크 밴드 '에인트 라이츠'의 멤버로, 태평양 북서부를 여행하고 있다. 공연이 취소된 후, 지역 라디오 진행자 태드는 사촌 다니엘을 통해 포틀랜드 외곽 숲에 있는 네오나치 스킨헤드 바에서 '카우캐처'라는 나치 메탈 밴드의 오프닝 공연을 주선한다.
공연이 끝난 후, 팻은 샘의 휴대폰을 찾기 위해 그린 룸으로 돌아간다. 그곳에서 카우캐처 멤버 웜에게 칼에 찔려 죽은 에밀리라는 소녀의 시체를 발견한다. 팻은 경찰에 신고하지만, 바 직원 게이브와 빅 저스틴은 밴드의 휴대폰을 압수하고 그들을 그린 룸에 감금한다. 게이브는 신고에 출동한 경찰을 위한 알리바이를 만들기 위해 한 스킨헤드에게 다른 스킨헤드를 칼로 찌르라고 돈을 준다. 그는 바 주인이자 스킨헤드 리더인 다시와 상의하고, 다시는 목격자를 없애기 위해 밴드를 죽이기로 결정한다.
밴드는 빅 저스틴을 제압하고 그를 인질로 잡고, 그의 주머니에서 박스 커터와 권총을 빼앗는다. 그들은 다시와 문을 통해 협상하고, 다시는 권총을 넘기라고 요구한다. 팻은 동의하지만, 문을 여는 순간 에밀리의 친구 앰버가 그것이 함정임을 깨닫는다. 다시와 그의 부하들은 팻의 팔을 마체테로 베어 권총을 떨어뜨리게 하지만, 팻은 문을 닫는다. 빅 저스틴이 밴드를 공격하지만, 리스가 그를 졸라 기절시킨다. 빅 저스틴이 다시 깨어나 리스를 놀라게 하자, 리스는 빅 저스틴을 다시 졸라 기절시키고 앰버는 그가 죽었는지 확인하기 위해 박스 커터로 그를 찌른다.
탈출구를 찾던 밴드는 지하 마약 실험실을 발견하지만, 유일한 출구는 밖에서 잠겨 있다. 즉석 무기로 무장한 채 그들은 그린 룸에서 비어있는 클럽으로 나간다. 스킨헤드인 클라크가 공격견을 풀어 타이거를 죽인다. 앰버와 팻은 마이크 피드백으로 개를 쫓아낸다. 리스는 창문을 통해 도망치지만 스킨헤드에게 도끼로 맞아 죽는다.
팻, 앰버, 샘은 그린 룸으로 후퇴한다. 다시는 다니엘을 클럽으로 보내 밴드를 죽이게 하는데, 다시는 밴드가 에밀리를 살해했다고 주장한다. 앰버는 다니엘에게 웜이 다니엘과 에밀리가 스킨헤드를 떠날 계획을 세웠다는 것을 발견한 후 에밀리를 살해했다고 말한다. 다니엘은 그들의 탈출을 돕기로 동의하고 밴드를 클럽으로 이끌지만, 바텐더에게 총에 맞아 죽는다. 일행은 바텐더를 죽이고 그의 산탄총을 빼앗지만, 클라크의 개가 샘을 죽인다. 다시의 부하들이 앰버에게 부상을 입히고, 앰버는 팻과 함께 그린 룸으로 기어 돌아간다.
다시는 스킨헤드인 조나단과 카일을 보내 팻과 앰버를 죽이게 하고, 자신은 시신들과 함께 떠나 무단 침입으로 살해당한 것처럼 꾸밀 계획이다. 팻은 조나단을 마약 실험실로 유인하고 카일은 그린 룸에 남는다. 앰버는 카일을 기습하여 박스 커터로 목을 벤다. 팻이 조나단과 싸우는 동안, 앰버가 몰래 다가가 그를 쏜다. 나중에 게이브는 팻과 앰버에게 항복한다.
게이브를 총으로 위협하며 일행은 숲을 헤쳐나간다. 팻이 다시와 그의 부하들이 범죄 현장을 조작하는 것을 듣자, 팻과 앰버는 그들을 뒤쫓는다. 게이브는 농장에 들어가 경찰에 신고하겠다고 자원한다. 팻과 앰버는 클라크와 다른 스킨헤드를 죽인다. 도망치던 다시는 재킷에서 리볼버를 꺼내지만 팻과 앰버에게 총에 맞아 죽는다. 영화는 팻과 앰버가 도로변에 앉아 경찰을 기다리는 것으로 끝난다.

## 출연

### 주연
- 안톤 옐친
- 이모겐 푸츠
- 패트릭 스튜어트
- 앨리아 쇼캣

### 조연
- 조 콜
- 칼럼 터너
- 마콘 블레어
- 마크 웨버
- 케이 레녹스
- 에릭 에델스타인
- 사무엘 썸머
- 데이비드 W. 톰슨
- 콜튼 루스케인스키